# Карчагол
Карчаго́л (рос. Карчагол) — селище у складі Новокузнецького району Кемеровської області, Росія. Входить до складу Сосновського сільського поселення.
Стара назва — Корчакол.

## Населення
Населення — 35 осіб (2010; 10 у 2002).
Національний склад (станом на 2002 рік):
- росіяни — 100 %